# Jurandów
Jurandów – wieś sołecka w Polsce, położona w województwie mazowieckim, w powiecie grójeckim, w gminie Chynów.
| SIMC    | Nazwa     | Rodzaj    |
| ------- | --------- | --------- |
| 1055026 | Bogdaniec | część wsi |

W latach 1975–1998 miejscowość administracyjnie należała do województwa radomskiego. 